# خط ۵ متروی مادرید
خط ۵ متروی مادرید (انگلیسی: Line 5) یکی از خطوط متروی مادرید است که در سال ۱۹۶۸ تأسیس شده و دارای ۳۲ ایستگاه و ۲۳٫۲ کیلومتر طول است. 

## نگارخانه

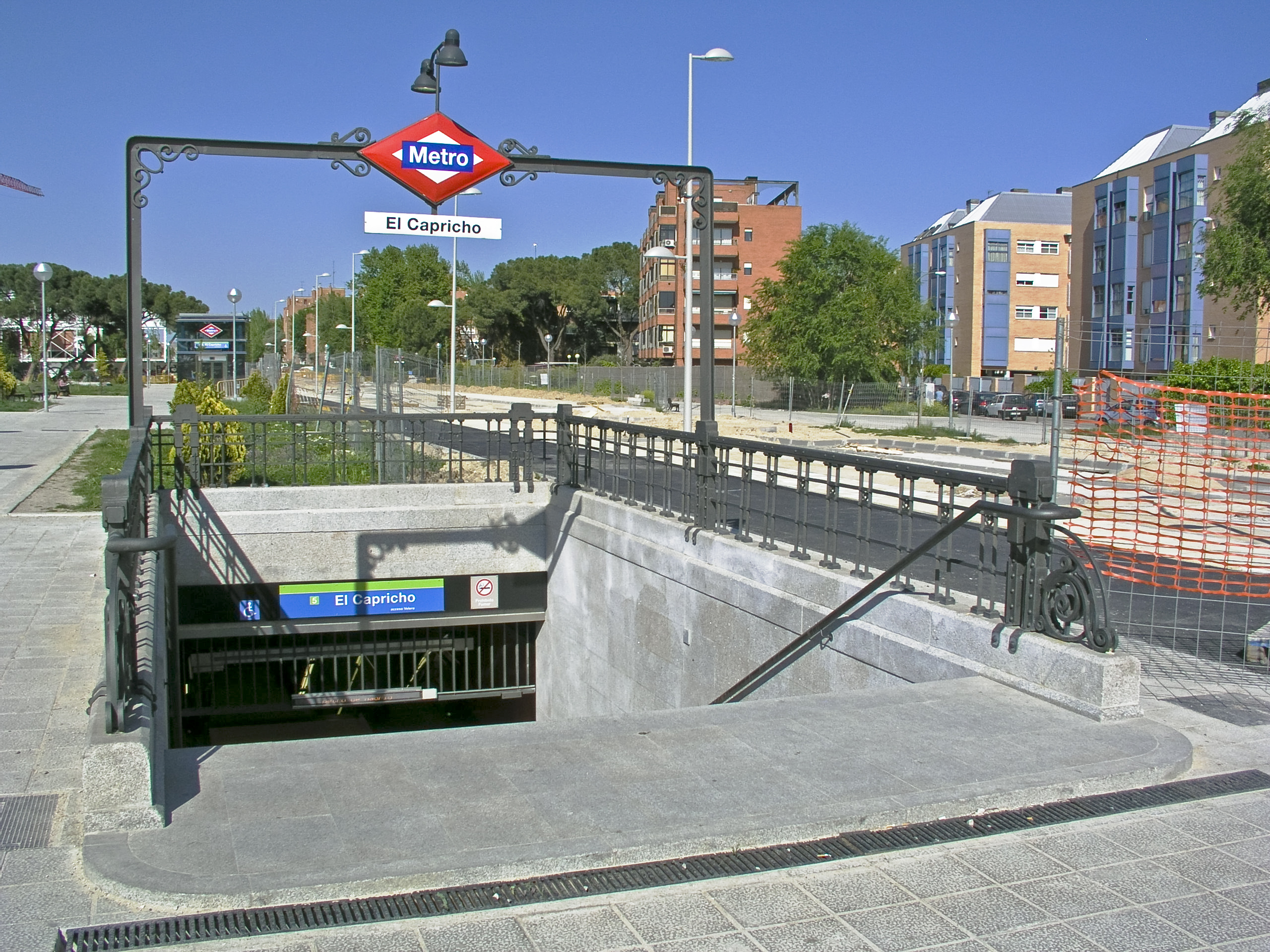
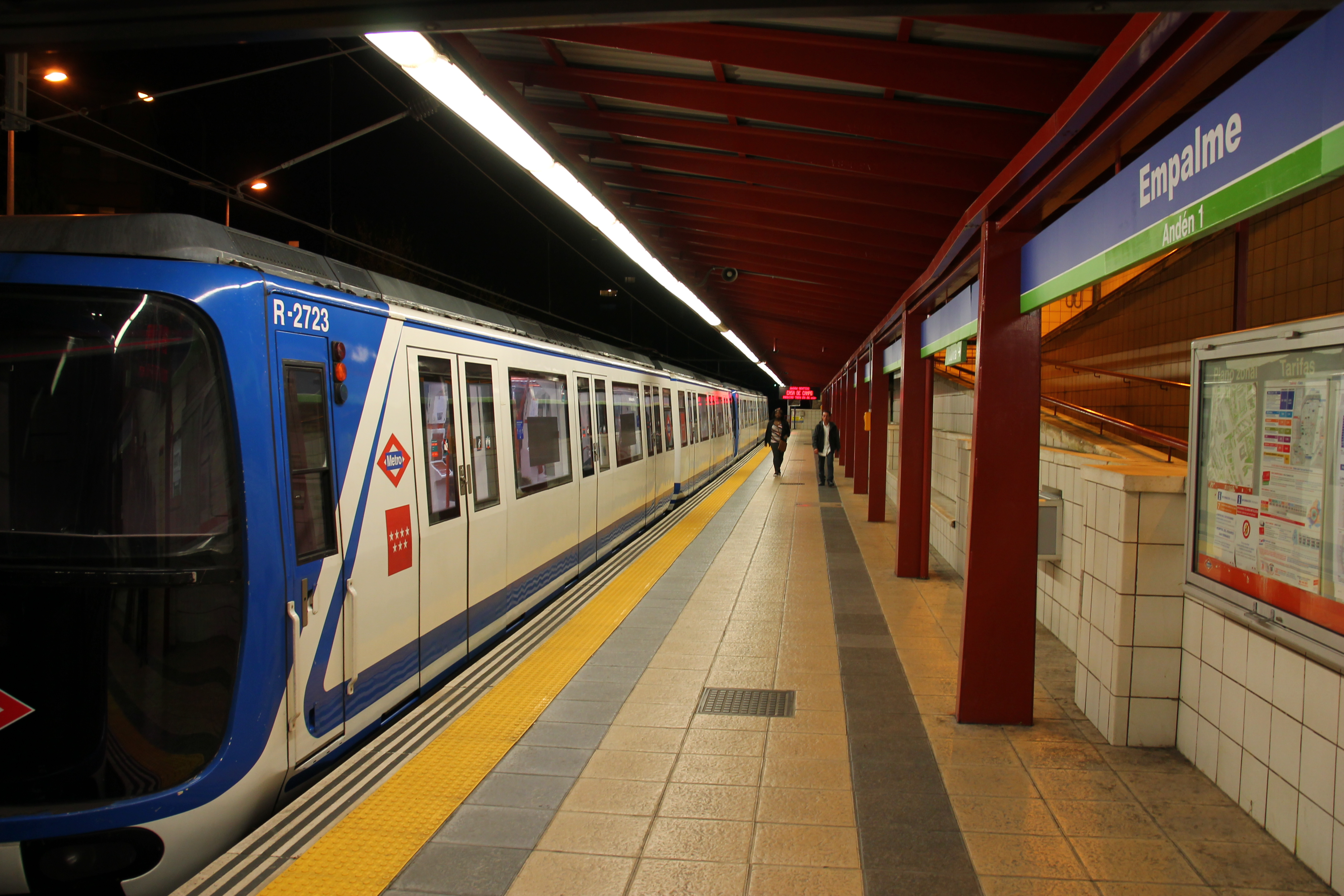
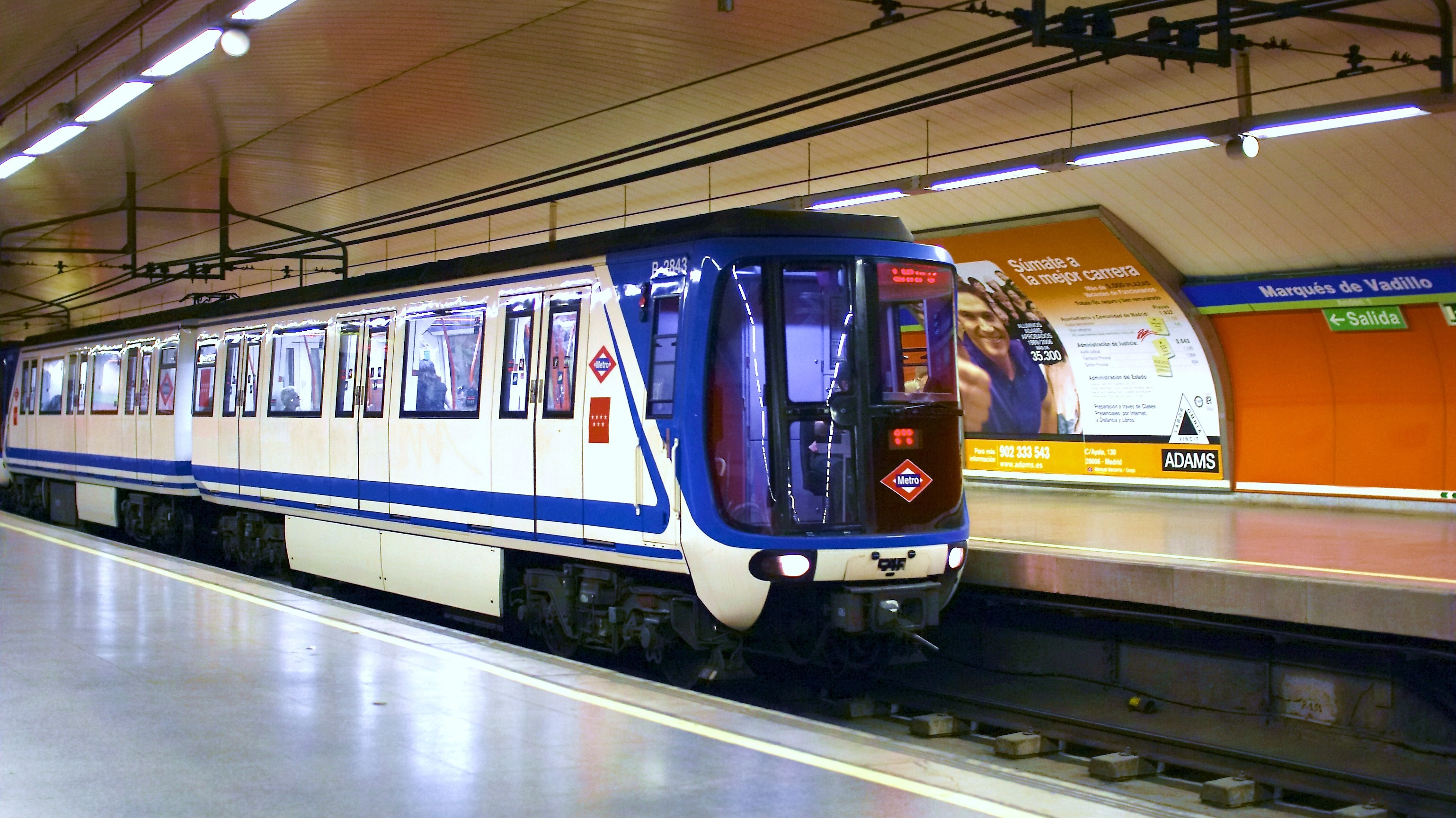
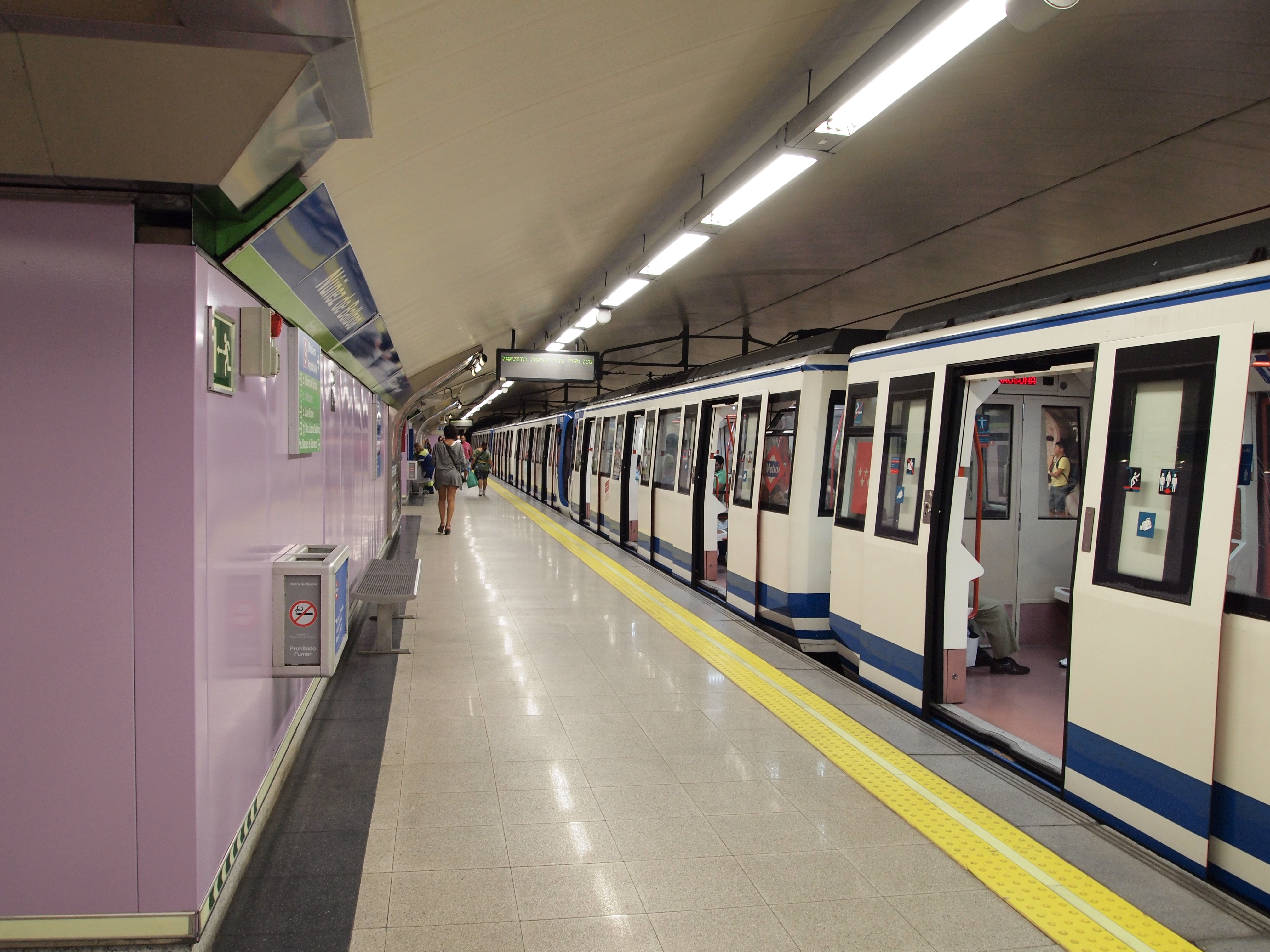